# Comité de Moutier
Das Comité de Moutier («Komitee von Moutier») war eine politische Gruppierung in der Schweiz, die von 1947 bis 1952 in der Jurafrage zwischen jurassischen Separatisten und den Behörden des Kantons Bern eine vermittelnde Position einnahm. Insbesondere wollte sie mit der Ausarbeitung eines Autonomiestatuts die Abspaltung des Jura verhindern und gleichzeitig die berechtigten Anliegen der französischsprachigen Jurassier durchsetzen.

## Geschichte
Als Reaktion auf die Moeckli-Affäre, als der bernische Grosse Rat dem Regierungsrat Georges Moeckli die Übernahme der Bau- und Eisenbahndirektion verweigert hatte, fand am 20. September 1947 in Delémont eine Protestkundgebung statt. Am Rande dieser Veranstaltung wurde die Gründung eines Aktionskomitees «zur Verteidigung der Rechte und Interessen des Jura» beschlossen. Dieses konstituierte sich am 2. Oktober und bezeichnete sich nach dem Versammlungsort als Comité de Moutier. Die Gruppe zählte 23 Mitglieder, welche die politischen Parteien sowie die Organisationen Pro Jura, Association pour la défense des intérêts du Jura und Société jurassienne d’émulation vertraten. Ihr Präsident war der Architekt Louis Bueche aus Saint-Imier. Das Komitee erarbeitete einen Forderungskatalog und gab juristische, verfassungsrechtliche, wirtschaftliche und finanzielle Studien in Auftrag. Dadurch sollte die Frage einer möglichen jurassischen Autonomie geklärt werden.
Das Komitee veröffentlichte am 30. April 1948 das Memorandum La Question jurassienne présentée au Gouvernement du Canton de Berne («Die Jurafrage zuhanden der Regierung des Kantons Bern»). Darin legte es Wert auf die Feststellung, dass die Jurassier eine eigenständige Ethnie seien und eine spezifische Kultur entwickelt hätten, die sich von jener des überwiegend deutschsprachigen Kantons Bern deutlich unterscheide. Gefordert wurde in der beigelegten Petition eine föderalistische Lösung der Jurafrage, bei der durch eine Verfassungsrevision die Souveränität des Kantons zwischen Jurassiern und Bernern geteilt werden müsse. Zu diesem Zweck müsse ein Zweikammersystem eingeführt werden, wobei dem Grossen Rat ein kleinerer, paritätisch zusammengesetzter Rat zur Seite gestellt würde. Vorlagen bei Volksabstimmungen bedürften der Zustimmung beider Kantonsteile, um angenommen zu werden. Das Komitee stellte weitere Forderungen, beispielsweise die Dezentralisierung der Kantonsverwaltung, die absolute Gleichheit der Sprachen, einen garantierten Sitz im Ständerat für den Jura, einen eigenen Wahlkreis für Regierungsrats- und Nationalratswahlen, die volle Schul- und Kulturautonomie, die Schliessung deutschsprachiger Schulen im Jura sowie den Ausbau des Strassennetzes.
Während dem militanteren Mouvement séparatiste jurassien die Forderungen viel zu wenig weit gingen, wollte die Kantonsregierung nur einen Teil davon umsetzen. In einem Weissbuch gab sie im Februar 1949 zwar zentralistische Tendenzen sowie sprachpolitisch und konfessionell diskriminierende Fehlentscheidungen zu (insbesondere im 19. Jahrhundert), stellte sich aber kategorisch gegen jegliche Aufteilung der Staatshoheit und sah die Lösung der Jurafrage vor allem in der Förderung des regionalen Wirtschaftsstandorts. Die Kantonsregierung beantragte daraufhin eine Teilrevision der Kantonsverfassung. Die dafür zuständige Grossratskommission umfasste 11 Vertreter des Jura und 14 Vertreter des alten Kantonsteils. Separatistische Kreise bemängelten die Übervertretung der BGB und die Untervertretung der Christlichsozialen in der jurassischen Delegation. So entsprachen die vom Grossen Rat beschlossenen Verfassungsänderungen weitgehend den Vorstellungen der Regierung. Sie betrafen die Anerkennung der Jurassier als «besondere Volksgruppe» innerhalb des Kantons Bern, die Gleichberechtigung des Deutschen und des Französischen sowie zwei garantierte Regierungsratssitze für den Jura.
Das Comité de Moutier reagierte zunächst enttäuscht darauf, dass mehrere zentrale Forderungen nicht erfüllt worden waren. Doch dann gewann jener Flügel, der sich mit dem erzielten Minimum zufriedengab, die Oberhand. Vertreter der unterlegenen Minderheit, die weiter hatte gehen wollen, wandten sich daraufhin der Separatistenbewegung zu. Dies führte endgültig zum Bruch zwischen dem Komitee und den Separatisten, zumal letztere die Teilrevision mit wenig Enthusiasmus lediglich als Zwischenschritt zur vollständigen Selbständigkeit betrachteten. Die Volksabstimmung vom 29. Oktober 1950 ergab eine deutliche Zustimmung von 89,0 %, im Jura selbst betrug sie 94,2 %. Auffallend war der massive Unterschied in der Stimmbeteiligung (26 % im alten Kantonsteil und 59 % im Jura). Das Comité de Moutier begleitete die Umsetzung der Teilrevision und löste sich schliesslich am 13. November 1952 auf.